# Kleemann
Kleemann er et dansk firma med hovedsæde i Farum. I dag med stort værksted med service, salg, flexleasing og splitleasing af high-end biler.
I tiderne morgen både tunede, stylede og solgte Kleemann biler. Firmaet blev i stiftet af Claus Ankjær og Flemming Kleemann. Flemming er dog ikke længere er tilknyttet firmaet.
Kleemann-firmaet, har igennem mange år specialiseret sig i Mercedes-Benz, som de videreudviklede på. Kleemann er kendt for at have haft den hurtigeste Mercedes-sedan, som kom op på 338 km/t. I 2005 blev rekorden imidlertid slået, da Brabus' CLS ROCKET nåede op på 350 km/t. Kleemann holder dog stadig rekorden med hurtigste SUV med 282 km/t.[kilde mangler]

## Kleemanns modeller
- Kleemann E 55K[1]
- Kleemann ML 55K[2]
- Kleemann CLK 32K
- Kleemann CL 60[3]
- Kleemann E5KCC[4]
- Kleemann SLK 55k S8[5]